# Sabine Meyer
Sabine Meyer (Crailsheim, 30 maart 1959) is een Duits klarinettiste, die internationaal optreedt als soliste. Van 1993 tot oktober 2022 was zij professor klarinet en kamermuziek aan de Hogeschool van Muziek in Lübeck in Sleeswijk-Holstein, Duitsland.

## Opleiding
Meyer begon met klarinetspelen op jonge leeftijd. Haar eerste leraar was haar vader, ook klarinettist. Ze studeerde bij Otto Hermann in Stuttgart en daarna bij Hans Deinzer aan de Hochschule für Musik und Theater Hannover samen met haar broer Wolfgang Meyer en wat later met Reiner Wehle die haar echtgenoot zou worden.

## Activiteiten
Ze begon haar carrière als lid van het Symphonieorchester des Bayerischen Rundfunks en de Berliner Philharmoniker. Met haar positie in dit laatste orkest, waar ze de eerste vrouwelijke blazer ooit was, na tweemaal een geblindeerd proefspel te hebben gewonnen, veroorzaakte ze controverse. Herbert von Karajan, chef-dirigent, nam haar aan in september 1982, maar de spelers stemden haar later uit het orkest met 73 tegen 4 stemmen. Het orkest hield vol dat de reden was dat haar "toon" niet goed zou passen, maar anderen, onder wie Karajan, geloofden dat haar vrouw-zijn de werkelijke reden was. In 1983, na negen maanden, verliet Meyer het orkest om fulltime soliste te worden.
Orkesten waarmee ze soleerde waren onder andere het Chicago Symphony Orchestra, het San Francisco Symphony Orchestra, het London Philharmonic Orchestra, het Tokyo NHK Symphony Orchestra, het Melbourne Symphony Orchestra, het Orchestre de la Suisse Romande, het Toronto Symphony Orchestra, het Sint-Petersburg Philharmonisch Orkest, het Tsjechisch Philharmonisch Kamerorkest, de Wiener Philharmoniker en de Berliner Philharmoniker. Daarnaast speelt ze regelmatig met de radiosymfonieorkesten in Wenen, Bazel, Warschau, Praag, Turijn, Boedapest, Brussel en Kopenhagen en met belangrijke orkesten in Spanje, Italië, Nederland, Japan en Zwitserland.
Naast haar werk als soliste, is ze zeer actief als kamermuziekspeelster. Ze speelt muziek uit alle stijlperioden. Ze maakt deel uit van een aantal ensembles die al lang in vaste samenstelling bestaan. Ze is lid van Trio di Clarone met haar broer en echtgenoot, waarmee ze vele cd's opnam. In 2006 maakte ze een korte tournee met het klarinetconcert van Mozart. Meyer en haar blaaskwintet waren deel van het Luzern Festivalorkest onder leiding van Claudio Abbado.
In de jaren 90 werd ze een van de bekendste soloklarinettisten ter wereld, en maakte ze een groot aantal opnamen. Ze neemt exclusief op bij het label EMI.

## Awards
- 1996: Nedersaksenprijs voor cultuur
- 1997: Lid van de Vrije Academie van Beeldende Kunsten in Hamburg
- 2001: Brahms-prijs van de Brahms-vereniging Sleeswijk-Holstein
- 2004: Kunstprijs van de federale staat Sleeswijk-Holstein
- 2007: Praetorius Music Award
- 2010: Order of Merit van de federale staat Baden-Württemberg
- 2013: Cross of Merit eerste klasse van de Bondsrepubliek Duitsland

Diverse ECHO Classic Prijzen, achtvoudig winnaar.

## Persoonlijk
Meyer en haar echtgenoot hebben twee volwassen kinderen en wonen in Lübeck. 

## Discografie (onvolledig)
- 1983: Mozart klarinetkwintet, met het Philharmonic Quartet, Berlin, Denon PCM 38C37-7038.
- 1985–1986: Weber klarinetconcert nr. 1, klarinetconcert nr. 2, Concertino, met Herbert Blomstedt en Sächsische Staatskapelle Dresden, en klarinetkwintet met Jörg Faerber en Württembergisches Kammerorchester Heilbronn, EMI Classics 7243 5 67989 2 2.
- 1988: Mozart klarinetkwintet, met het Wiener Streichsextett, EMI Classics 7243 5 67648 2 8.
- 1990: Mozart klarinetconcert, Sinfonia concertante in Es K. 297b, met Hans Vonk en de Sächsische Staatskapelle Dresden, EMI Classics 7243 5 66949 2 7.
- 1995: Carl Stamitz klarinetconcert nr. 1, klarinetconcert nr. 7, concert voor bassethoorn, concert voor klarinet en fagot, met Sergio Azzolini (fagot) en Iona Brown en de Academy of St. Martin in the Fields, EMI Classics 7243 5 55511 2 2.
- 1996: A Night at the Opera, met Franz Welser-Möst en het Orkest van de Opera van Zürich, EMI Classics 7243 5 56137 2 1.
- 1999: Mozart klarinetconcert, Debussy Première Rapsodie, Takemitsu Fantasma/Cantos, met Claudio Abbado en de Berliner Philharmoniker, EMI Classics 7243 5 56832 2 9.
- 1999: Brahms klarinetkwintet, met het Alban Berg Kwartet, EMI Classics 7243 5 56759 2 7.
- 2007: Saint-Saëns klarinetsonate, Poulenc klarinetsonate, Devienne klarinetsonate nr. 1, Milhaud Scaramouche, met Oleg Maisenberg, EMI Classics 0946 3 79787 2 6.
- 2007: Krommer Concert voor twee klarinetten, Spohr klarinetconcert nr. 4, met Julian Bliss (klarinet) en Kenneth Sillito en de Academy of St. Martin in the Fields, EMI Classics 0946 3 79786 2 7.
- 2007: Nielsen klarinetconcert, blaaskwintet met Simon Rattle en de Berliner Philharmoniker, EMI Classics 0946 3 94421 2 6.